# Zheng Zhilong
Zheng Zhilong (kinesisk: 郑芝龙, pinyin: Zhèng Zhīlóng, født 1604 i Nan'an i provinsen Fujian i Kina, død 1661), også kendt som Iquan eller Yiguan (一官), var en kinesisk handelsmand, sørøver og admiral fra Ming-dynastiet. Han var fader til Zheng Chenggong (Koxinga).

## Liv og virke
Han forlod sin familie og drog til Macau, da han var 18 år gammel. Der konverterede han til katolicismen og blev døbt, og fik døbenavnet Nicolas Gaspard. Senere arbejdede han for den kinesiske handelsmand Dan Li i Nagasaki. Der giftede han sig med japanerinden Tagawa Matsu. I 1622 gik nederlændingene i land på Pescadores-øerne, og Dan Li sendte da Zheng Zhilong til dem for at være deres tolk. Nederlændingene håbede på at få kontrol med handelen mellem Kina og Japan og samarbejdede i dette øjemed med kinesiske pirater som Zheng Zhilong.
Hans søn Zheng Chenggong blev født i 1624, samme år som Zheng flyttet sin forretningsvirksomhed til Taiwan. Han etablerede ti handelsposter langs øens sydvestlige kyst, men efter nederlændingenes landgang der, blev han udvist. Zheng etablerede sig da på en ø ud for Fujian-kysten, og der opbyggede han en stor sørøverflåde, som hærgede langs Kinas og Vietnams kyster.
I 1625, efter Dan Lis død, blev Zheng Zhilong de kinesiske sørøveres nye leder. Han vandt over Dan Lis søn og formåede således at vinde kontrol over hele dennes forretningsimperium. Han fortsatte tidvis sit samarbejde med nederlændingene.
I 1628 udnævnte Ming-kejseren ham til admiral (游击将军), og han fortsatte at tjene Ming-imperiet selv efter Beijings fald i 1644. Fra 1633 var forholdet til nederlændingene alvorlig skadet. Af frygt for, at Zheng skulle monopolisere søhandelen, havde de angrebet Zhengs hovedkvarter.
Efter, at Qing-styrkerne erobrede Nanjing i 1645, accepterede Zheng Zhilong et tilbud om at blive kommandant for de Ming-kejserlige flådestyrker og fik til opgave at forsvare den nye Ming-hovedstad Fuzhou under prinsen af Tang. I 1649 tillod Zheng Zhilong manchuernes styrker at okkupere Fuzhou.
Han blev henrettet af manchuerne i 1661.